# Altiplanície de Nuria
A Altiplanície de Nuria é uma formação do relevo venezuelano, localizada entre a depressão e o delta do Orinoco, no nordeste da Venezuela.